# Robert Timmins
Robert Timmins (n. 27 de septiembre de 1987) es un actor inglés de cine y televisión. Tiene un hermano gémelo llamado Jonathan Timmins con quien trabajó en la película "The prince and the pauper" l versión del año 2000 y en el episodio de "Trial & Retribution" "Mirror Image" Part 1 y Part 2.

## Historia
Sus primeras apariciones fueron en la serie de televisión "Oscar Charlie" y en la película "The prince and the pauper" (versión lanzada en el año 2000), también participó del elenco de un corto de horror llamado "Peek-a-boo" y en documentales y series para la televisión, aunque en papeles secundarios. Su último trabajo fue para la serie de televisión "Trial & Retribution" en el año 2007. (http://www.imdb.com) </ref>